# Brzeziny (województwo zachodniopomorskie)
Brzeziny (niem. Berkenbrügge) – wieś sołecka w Polsce położona w województwie zachodniopomorskim, w powiecie choszczeńskim, w gminie Drawno. W latach 1975–1998 miejscowość administracyjnie należała do województwa gorzowskiego. W roku 2007 wieś liczyła 432 mieszkańców. 
Osada wchodząca w skład sołectwa: Karpinek.
Kolonia wchodząca w skład sołectwa: Gack.

## Geografia
Wieś leży ok. 11 km na południowy zachód od Drawna.

## Zabytki
Do wojewódzkiego rejestru zabytków wpisane są:
- kościół ewangelicki, obecnie pod wezwaniem Nawiedzenia NMP, szachulcowy z drugiej połowy XVIII wieku. Kościół parafialny parafii Brzeziny, rzymskokatolicki należącej do dekanatu Drawno, archidiecezji szczecińsko-kamieńskiej, metropolii szczecińsko-kamieńskiej.
- pałac z drugiej połowy XVIII wieku i XIX wieku.